# 합동작전사령부 (일본)
합동작전사령부(일본어: 統合作戦司令部 도고사쿠센시레이부[*], 영어: JSDF Joint Operations Command (JJOC))는 일본 방위성의 특별 기관 해당하는 도쿄도 이치가야에 있는 통합막료감부 직속 합동작전사령부이다. 일본 자위대의 각 부대를 지휘하는 임무를 맡고 있다.

## 역사
자위대에 합동작전사령부를 창설하려는 최초의 구상은 2006년 해상막료감부 방위조사관이자 잠수함대 사령관으로 복무하던 야노 가즈키는 "軍政と軍令を一つの司令部でできるはずがない→군정과 군령을 하나의 사령부에서 못 할리가 없다"고 말하며 통합막료감부를 창설하려면 통합 체계를 위한 합동사령부가 필요하다고 주장하면서 시작되었다. 당시 합동참모본부는 사실상의 합동작전사령부가 되었고, 별도의 합동작전사령부 창설 계획은 추진되지 않았다.
합동작전본부 설립에 대한 권고안은 2022년 방위력 증강 계획(DBP) 문서 발표 당시 이미 언급되었는데 이 문서는 "평시부터 비상시까지 모든 단계에서 교차 영역 작전을 원활하게 수행할 수 있는 체계를 구축하고, 각 자위대 간 합동작전의 효과성을 강화"하기 위한 합동사령부 창설을 제안했다. 이러한 견해는 국방전략(NDS) 문서에도 반영되었다. 2023년 9월, 통합막료감부는 2025년 3월 "상설 합동사령부" 창설을 발표했으며, 2024 회계연도에는 설립 비용으로 105억 엔(미화 7,120만 달러)의 예산이 요청되었다.

## 구조

### 지도부
- 통합작전사령관
- 통합작전부사령관
- 막료장
- 통합작전사령관 보좌관
- 총무관
- 지휘통신운용관
- 법무관
- 부장
  - 정보부장
  - 작전부장
  - 후방운용부장

### 부서
- 정보부
  - 정보 제1과
  - 정보 제2과
- 작전부
  - 작전기획과
  - 작전 제1과
  - 작전 제2과
  - 훈련과
- 후방운용부
  - 후방운용과
  - 위생운용과

## 같이 보기
- 통합임무부대